# Четвёртый интернационал

Символ Четвёртого интернационала

Четвёртый интернационал — коммунистическая международная организация, альтернативная сталинизму. Базируется на теоретическом наследии Льва Троцкого, своей задачей ставит осуществление мировой революции, победу рабочего класса и строительство социализма. Интернационал был учреждён во Франции в 1938 году Троцким и его сторонниками, считавшими, что Коминтерн находится под полным контролем сталинистов, и не способен вести международный рабочий класс к завоеванию им политической власти. Поэтому в противовес они основали собственный «Четвёртый Интернационал», многие деятели которого в тот период подвергались преследованиям агентов НКВД, давлению со стороны буржуазных властей (например, Франции и США) и обвинениям в нелегитимности со стороны сторонников СССР и позднего маоизма.
Интернационал впервые пострадал от раскола в 1940 году, а также от более значительного раскола в 1953 году. Несмотря на частичное воссоединение в 1963 году, множество групп утверждают, что именно они представляют политическую преемственность с Четвёртым интернационалом.

## Политический интернационал
Политический интернационал — организация политических партий или активистов с целью координации их деятельности в едином направлении. Это традиция, берущая своё начало от Международного товарищества рабочих, основанного Карлом Марксом и известного затем как Первый интернационал.
После Международного товарищества рабочих, распущенного в 1876 году, осуществлялось несколько попыток его возрождения, завершившихся основанием социал-демократического Второго интернационала. Он фактически прекратил своё существование в 1914 году вследствие расхождений по вопросу о роли социалистических партий в условиях начавшейся Первой мировой войны. Организационно он был возрождён в 1919—1920 годах после слияния с «Венским интернационалом» и преобразован в Социалистический рабочий интернационал.
Однако революционные партии, поддержавшие Октябрьскую революцию, ещё в 1919 году объединились в Коминтерн — международное объединение, формировавшееся на принципах демократического централизма.
Объявляя себя Четвёртым интернационалом, «Международной партией социалистической революции», троцкисты утверждали свою преемственность с Коминтерном и его революционной традицией. Троцкисты признавали революционными только первые четыре конгресса Третьего интернационала, считая что в дальнейшем он подвергся перерождению. Они считали, что Социнтерн и Коминтерн не способны больше действовать как организации мировой пролетарской революции на принципах революционного социализма и интернационализма.
Поэтому основание Четвёртого интернационала было частично вызвано желанием сформировать сильное политическое течение, а не выглядеть как оппозиция Коминтерну и Советскому Союзу. Троцкий считал, что Интернационал станет играть крайне важную роль в предстоящей мировой войне.

## Предыстория Четвёртого интернационала

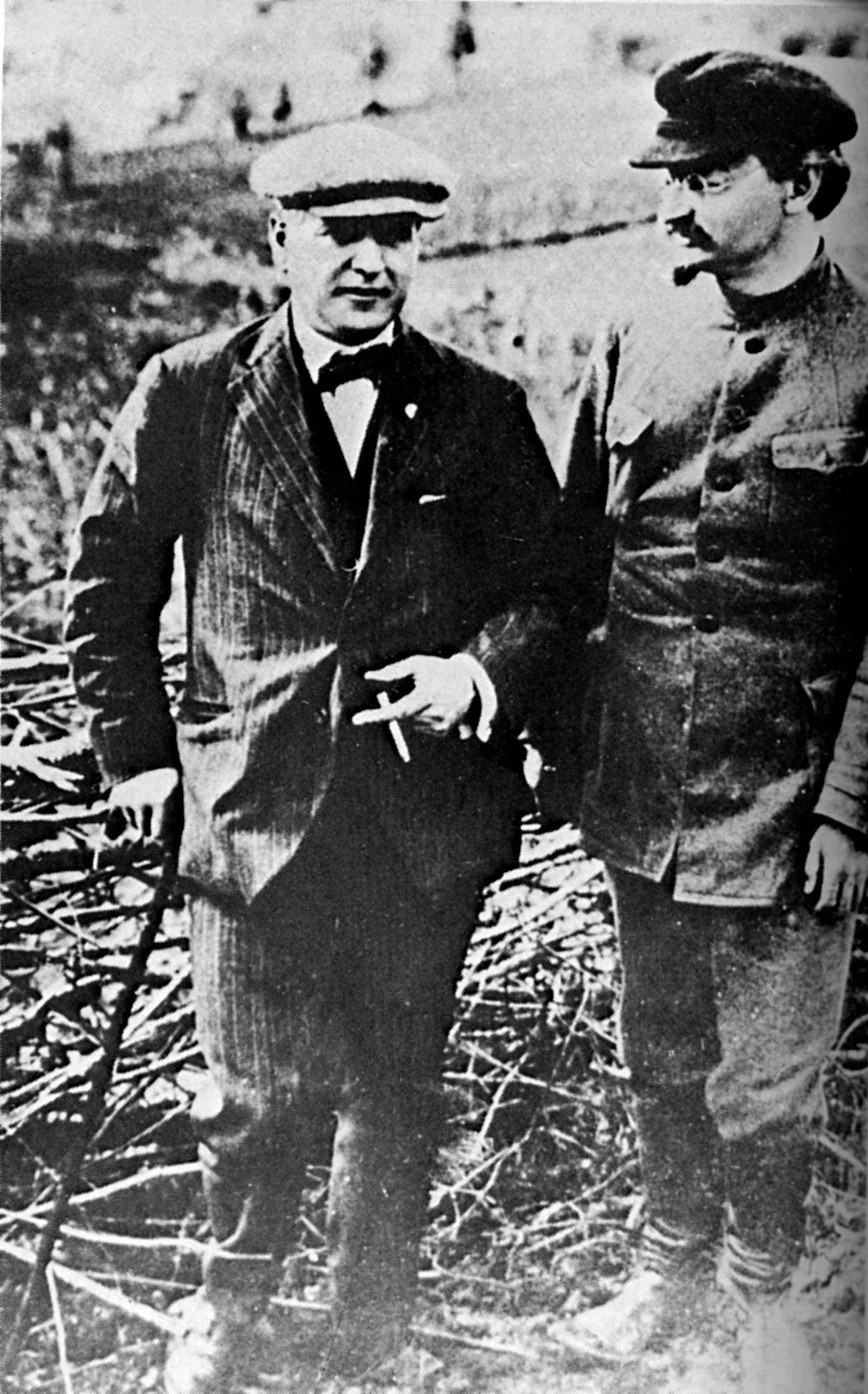
Лидеры Левой оппозиции Христиан Раковский и Лев Троцкий (1924)

Троцкий и его сторонники объединились в 1923 году в Левую оппозицию сталинистскому перерождению большевистской партии и Коминтерна. Троцкисты противостояли бюрократизации партийного и государственного аппарата, которую они считали основной причиной слабости и изоляции советской экономики. Сталинская теория построения социализма в одной стране развивалась с 1924 года как оппозиционная теории перманентной революции. Троцкий утверждал, что капитализм является мировой системой и необходима мировая революция, которая станет основой для построения социализма, а также то, что сталинская теория представляет интересы бюрократических элементов, которые находятся в прямом противоречии с интересами рабочего класса.
В начале 1930-х годов Троцкий и его сторонники верили, что сталинское влияние в Третьем интернационале должно пойти на спад. Они создали в 1930 году Международную левую оппозицию (МЛО) для того, чтобы объединить все антисталинистские группы внутри Третьего интернационала. Сталинисты, доминировавшие в Коминтерне, недолго терпели оппозицию — троцкисты и все, кто был заподозрен в симпатиях к троцкизму, были исключены. Тем не менее вплоть до 1933 года и изменения ситуации в Германии сторонники Троцкого продолжали рассматривать себя в качестве фракции Коминтерна, хоть из него и фактически исключённой.
Троцкий утверждал, что политика «третьего периода», проводимая Коминтерном в начале 1930-х годов, содействовала усилению нацистов в Германии, а также что дальнейший поворот к политике «народных фронтов» (с прицелом на сотрудничество всех якобы антифашистских сил) сеют иллюзии реформизма и пацифизма, и «открывают дорогу фашистскому перевороту». В 1935 году он утверждал, что Коминтерн безнадёжно попал в руки сталинской бюрократии. Троцкий и его сторонники, исключённые из Третьего интернационала, участвовали в конференции Лондонского бюро социалистических партий, отвергавших как путь Социнтерна, так и путь Коминтерна. Три из этих партий влились в Левую оппозицию и подписали документ, написанный Троцким, с требованием учреждения Четвёртого интернационала, ставший позднее известным как «Декларация четырёх». Две из партий, принявших участие в конференции, дистанцировались от этого соглашения, однако голландская Революционная социалистическая партия работала с Международной левой оппозицией в деле создания Международной коммунистической лиги (МКЛ).
Против этой позиции выступил Андреу Нин и несколько членов Лиги, которые не поддерживали требование провозглашения нового Интернационала. Эти группы считали более важным сотрудничество с другими оппозиционными коммунистами, главным образом с Международной коммунистической оппозицией (МКО), связанной с правой оппозицией в ВКП(б). Несмотря на мнение Троцкого, произошло объединение испанских секций МКЛ и МКО, итогом которого стало формирование Рабочей партии марксистского единства (ПОУМ), ставшей секцией Лондонского бюро. Троцкий утверждал, что это объединение было капитуляцией перед центризмом. Социалистическая рабочая партия Германии (левый откол от Социал-демократической партии Германии, основанный в 1931 году) сотрудничала с МЛО в короткий период в 1933 году, но вскоре также отказалась от идеи создания нового Интернационала.
В 1935 году Троцкий написал «Открытое письмо за Четвёртый интернационал», вновь подтверждающее Декларацию за Четвёртый интернационал. В письме Троцкий говорил о крайней необходимости формирования Четвёртого интернационала. «Первая международная конференция за Четвёртый интернационал» прошла в Париже в июне 1936 года. Конференция распустила МКЛ, а на её месте создала Движение за Четвёртый интернационал.
Основание Четвёртого интернационала было воспринято как простое переименование уже существующей международной тенденции. Конференция заявила, что Третий интернационал сейчас полностью деградировал и поэтому рассматривался как контрреволюционная организация, которая в случае кризиса капитализма встанет фактически на его защиту. Троцкий утверждал, что приход мировой войны породит революционную волну классовой и национальной борьбы, подобной той, которую породила Первая мировая война.
Реакция сталинистов на усиление троцкистов заключалась в политическом терроре в Советском Союзе и убийстве сторонников Троцкого за границей. В Советском Союзе исторические документы и фотографии проверялись, и из них убиралось любое упоминание о Троцком.

## Четвёртый интернационал в 1938—1963 годах

### Учредительный конгресс
Учреждение Четвёртого интернационала обосновывалось, как создание новой массовой революционной партии для руководства пролетарской революцией. Эта идея проистекала из революционной волны, которая будет разрастаться с началом мировой войны. На учредительном конгрессе, проходившем в сентябре 1938 года в доме Альфреда Росмера недалеко от Парижа, присутствовало 30 делегатов из всех крупнейших стран Европы, Северной Америки, прибыли, несмотря на большие расстояния и издержки, несколько делегатов из стран Азии и Латинской Америки. Среди резолюций, принятых на конгрессе, была Переходная программа.
Переходная программа — центральный программный документ конгресса, суммировавший стратегию и тактику организации в революционный период, который откроется с началом войны, начало которой Лев Троцкий прогнозировал на ближайшие годы. Однако, это не была окончательная программа Четвёртого интернационала, — как часто утверждалось, — вместо этого она содержала «суммарную» итоговую оценку рабочего движения на тот период, а также ряда переходных положений развития борьбы за власть рабочих.

### Вторая мировая война
После начала Второй мировой войны в 1939 году Международный секретариат переехал в Нью-Йорк. Встречи постоянного Международного исполнительного комитета срывались, главным образом, из-за борьбы внутри СРП между сторонниками Троцкого, с одной стороны, и сторонниками Макса Шахтмана, Мартина Эйберна и Джеймса Бернхема — с другой. Секретариат собирался из тех членов, которые были в это время в городе, а в большинстве это были шахтманисты. Противоречия концентрировались вокруг борьбы шахтманистов с внутренней политикой СРП, а также относительно позиции Троцкого о безусловной поддержке СССР в войне с любой капиталистической страной.
Троцкисты начали публичную дискуссию с Шахтманом и Бернхемом, и разрабатывали свою позицию в серии полемических статей, написанных в 1939—1940 годах, а затем в сборнике «В защиту марксизма». Тенденция Шахтмана и Бернхема покинула Интернационал в начале 1940 года, и с ними ушло около 40 % состава СРП, большинство из которых затем стали членами Рабочей партии.

### Чрезвычайная конференция
В мае 1940 года состоялась чрезвычайная конференция, которая проходила в засекреченном месте «где-то в западном полушарии». Конференция приняла манифест, написанный Троцким незадолго до его убийства, а также резолюцию с требованием объединения разрозненных групп Четвёртого интернационала в Великобритании.
Члены секретариата, которые поддержали Шахтмана, на конференции были исключены. В то время как лидер СРП Джеймс П. Кэннон заявил, что не верит в то, что раскол окончательный, объединения двух групп так и не произошло. Был избран новый Международный исполком, находившийся под сильным влиянием СРП.
Четвёртый интернационал получил серьёзнейший удар в период Второй мировой войны. Троцкий был убит, многие европейские секции были уничтожены в период немецкой, а некоторые секции в Азии — в период японской оккупации. Уцелевшие секции в европейских и азиатских странах были отрезаны друг от друга и от международного руководства. Несмотря на все сложности, различные группы старались искать связи друг с другом, а некоторые поддерживали связи в ранний период войны через моряков военного флота США, который заходил в Марсель. Осуществлялись прочные, хотя и нерегулярные, контакты между СРП и британскими троцкистами, в результате чего американцы оказывали давление на них, призывая Рабочую международную лигу слиться с Революционной социалистической лигой, требование об объединении которых звучало на чрезвычайной конференции 1940 года.
В 1942 году началась дискуссия по национальному вопросу в Европе между большинством СРП и течением вокруг Яна Ван Хейеноорта, Альберта Голдмана и Феликса Морроу. Это меньшинство предполагало, что нацистская диктатура сменится капитализмом, а не социалистической революцией, руководимой сталинизмом и социал-демократией. В декабре 1943 года они критиковали позицию СРП за недооценку возрастающего престижа сталинизма и сторонников капитализма с демократическими уступками. Национальный комитет СРП утверждал, что демократический капитализм не сможет возродиться, а итогом войны станет либо военная диктатура капиталистов, либо пролетарская революция.

### Европейская конференция
Дискуссия военного времени о послевоенных перспективах была ускорена резолюцией европейской конференции Четвёртого интернационала, состоявшейся в феврале 1944 года. Конференция избрала Европейский секретариат и Мишель Пабло стал организационным секретарём Европейского бюро. Пабло и члены его бюро установили контакты между троцкистскими организациями. Европейская конференция обсуждала уроки революции, развёртывавшейся тогда в Италии, и решила, что революционная волна пересечёт Европу и положит конец войне. Социалистическая рабочая партия (США) видела такую же перспективу. Британская Революционная коммунистическая партия, в свою очередь, не соглашалась с таким прогнозом, и утверждала, что капитализм не собирается погружаться в глубокий кризис, но, более того, уже начался экономический подъём. Группа лидеров французской Международной коммунистической партии (МКП) вокруг Ивана Крайпо поддерживали эту позицию до тех пор, пока их не исключили из МКП в 1948 году.

### Международная конференция

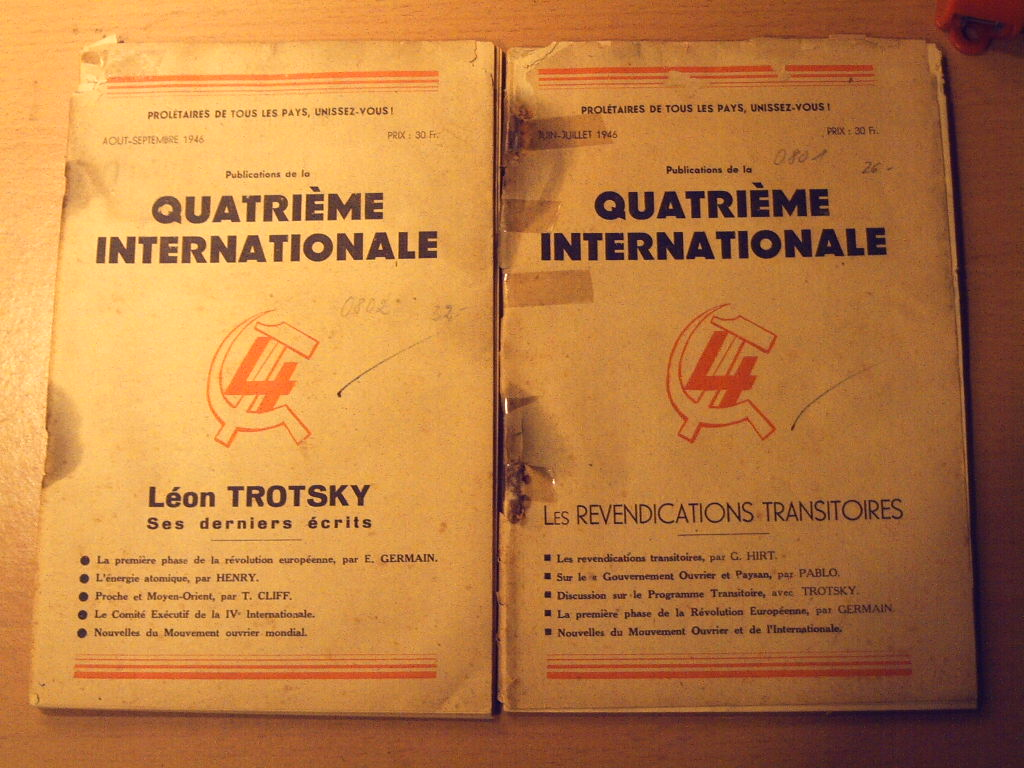
Титульные листы двух изданий журнала «Quatrieme internationale» за 1946 год

В апреле 1946 года представители основных европейских и нескольких других секций собрались на «второй международный конгресс». На нём был восстановлен Международный секретариат, в числе которого вошли Мишель Пабло в качестве секретаря и Эрнест Мандель, начинавший играть в нём все более важную роль. Пабло и Мандель стремились противостоять оппозиции большинства внутри британской РКП и французской МКП. Их поддерживал Джерри Хили, выступавший внутри Революционной коммунистической партии против линии Тэда Гранта. Во Франции они имели поддержку Пьера Франка и Марселя Блайбтроя, оппозиционно настроенных к новому руководству МКП, хотя и из разных соображений.
Сталинистская оккупация Восточной Европы имела важнейшее значение и поставила множество вопросов в её понимании. Во-первых, Интернационал считал, что пока СССР был деформированным рабочим государством, послевоенные восточноевропейские страны продолжали оставаться буржуазными государствами, и поскольку «революция сверху» была невозможна, то капитализм в них продолжал существовать.
Другой значимой проблемой являлась возможность оживления экономики. Изначально она была отвергнута Манделем, однако он быстро был вынужден изменить своё мнение; позже он посвятил свою диссертацию позднему капитализму, в которой анализировал неожиданный «третий период» капиталистического развития. Взгляды, изложенные Манделем, отражали тогдашние сомнения в жизнеспособности и перспективах капитализма, существовавшие как среди троцкистских групп, так и в среде ведущих экономистов. Пол Самуэльсон в 1943 году видел возможность «кошмарной комбинации наихудших последствий инфляции и дефляции», беспокоясь о том, что «это может привести к величайшему периоду безработицы и промышленного расстройства, которые когда-либо встречались в экономике». Йозеф Шумпетер утверждал, что «большинству кажется, что капиталистические методы будут неравноценны задачам восстановления» и говорил: «странно сомневаться в том, что разложение капиталистического общества зашло слишком далеко».

### Второй мировой конгресс
Состоявшийся в апреле 1948 года второй мировой конгресс собрал делегатов от 22 секций. На нём обсуждались несколько резолюций, посвящённых еврейскому вопросу, сталинизму, колониальным государствам и специфическим ситуациям секций в некоторых странах. Единой точкой зрения Интернационала была позиция, что восточноевропейские буферные государства продолжают оставаться капиталистическими.
Конгресс был главным образом отмечен сближением и налаживанием контактов с троцкистскими группами по всему миру, включая такие важные организации, как Революционная рабочая партия в Боливии и Партия общественного равенства (ЛССП, Lanka Sama Samaja Party) на Цейлоне. Одновременно пользовавшиеся достаточно серьёзным влиянием троцкистские группы во Вьетнаме были уничтожены сторонниками Хо Ши Мина.
Уже после второго мирового конгресса в 1948 году Международный секретариат пытался наладить контакты с режимом Тито в Югославии. Согласно анализу, данному МСЧИ, ситуация в Югославии отличалась от остальных стран Восточного блока тем, что в ней власть была установлена партизанскими формированиями, боровшимися как с нацистской оккупацией, так и противостоящими вторжению сталинской армии. Британская РКП во главе с Джоком Хастоном и Тедом Грантом выступила с резкой критикой такого подхода.

### Третий мировой конгресс
Конгресс 1951 года установил, что экономики стран восточноевропейских государств и их политические режимы начинают иметь всё большее сходство со сталинским режимом в Советском Союзе. Эти страны были признаны деформированным рабочими государствами по аналогии с Россией.
Третий мировой конгресс рассматривал возможность начала «мировой гражданской войны» в ближайшем будущем. Утверждалось, что массовые рабочие партии «могут в определённых благоприятных условиях зайти за границы тех целей, которые устанавливает для них советская бюрократия, и переориентироваться на революционный путь». Из-за возможной близости войны Четвёртый интернационал предполагал, что коммунистические и социал-демократические партии были бы единственными серьёзными защитниками рабочих всего мира в борьбе с империалистическим лагерем.
Пабло утверждал, что единственный путь для троцкистов, который даст возможность избежать изоляции, — это долгосрочный энтризм в массовые коммунистические и социал-демократические партии. Эта тактика была известна, как энтризм особого типа («entryism sui generis»), чтобы различать его с краткосрочной тактикой энтризма, применяемой перед Второй мировой войной. Например, это означало, что проект строительства открытой и независимой троцкистской партии во Франции должен быть отложен, так как это считалось политически необдуманным по сравнению с вступлением в ФКП.
Эта перспектива была общепринята в Четвёртом интернационале, создавая почву для раскола 1953 года. На третьем мировом конгрессе секции согласились с перспективой международной гражданской войны. Французская секция не согласилась с общей тактикой энтризма, утверждая, что Пабло недооценивает роль партий рабочего класса в Четвёртом интернационале. Лидеры большинства организации во Франции Марсель Блайбтрой и Пьер Ламбер отказались следовать линии Интернационала. Международное руководство заменило это руководство новым, представлявшим меньшинство, что привело к расколу французской секции.
При подготовке мирового конгресса, линия международного руководства была широко распространена среди секций по всему миру, включая американскую СРП, чей лидер Джеймс П. Кэннон обсуждал с французским большинством тактику подобного энтризма. В это же время Кеннон, Джерри Хили и Эрнест Мандель были глубоко озабочены политической эволюцией Пабло. Кэннон и Хили были также встревожены вмешательством Пабло в дела французской секции, и предположили, что он может использовать данные ему международные полномочия таким же образом в отношении других секций, которые считали, что энтризм «sui generis» был совершенно непригодной для их стран тактикой. В частности, тенденция меньшинства в Британии вокруг Джона Лоуренса и в США вокруг Берта Кохрана, которые поддерживали тактику энтризма «sui generis», обращались к Пабло поддержать их позицию, а также, чтобы Интернационал мог требовать от троцкистов в других странах приспособиться к такой тактике.
В 1953 году Национальный комитет СРП опубликовал «Открытое письмо к троцкистам всего мира». Это стало началом формирования Международного комитета Четвёртого интернационала (МКЧИ), в составе которого в тот момент были СРП (США), британская группа «The Club» во главе с Джерри Хили, Международная коммунистическая партия во главе с Ламбером и Блайбтроем (затем в 1955 году Ламбер исключил из неё Блайбтроя и его сторонников), партия Науэля Морено в Аргентине, австрийская и китайская секции Четвёртого интернационала. Секции МКЧИ все больше отходили от Международного секретариата, который приостановил их право голоса. Обе тенденции утверждали, что именно они представляют большинство бывшего Интернационала.
Партия общественного равенства Цейлона, в то время ведущая рабочая партия страны, заняла промежуточную позицию в дискуссии. Она продолжила участие в работе МСЧИ, однако выступала в пользу объединительного конгресса для воссоединения с МКЧИ.
Выдержка из Открытого письма, поясняющая причины раскола:

«Подведем итог: линия расхождения между ревизионизмом Пабло и ортодоксальным троцкизмом столь глубока, что ни политический, ни организационный компромисс невозможен. Фракция Пабло продемонстрировала, что она не позволит, чтобы были приняты демократические решения, верно отражающие мнение большинства. Паблоисты требуют полного подчинения их преступной политике. Они твёрдо намерены изгнать всех ортодоксальных троцкистов из Четвёртого интернационала или закрыть им рот и надеть на них наручники. Их схема заключается в том, чтобы постепенно внедрить своё примиренчество со сталинизмом, избавиться от тех, кто понял, что происходит и начинает сопротивляться этому».

### После четвёртого мирового конгресса
В течение следующего десятилетия МКЧИ именовал оставшуюся часть Интернационала Международным секретариатом Четвёртого интернационала, подчеркивая, что говоря о Секретариате, не имеется в виду Интернационал в целом. Международный секретариат же продолжал воспринимать себя в качестве руководства Интернационала. Под руководством МСЧИ в 1954 году состоялся четвёртый мировой конгресс, прошедший под эгидой перестройки и откола британской, французской и американской секций.
Секции, признававшие своим руководством Международный секретариат, были оптимистично настроены относительно возможности распространения влияния Интернационала, и продолжали тактику энтризма в социал-демократические партии в Британии, Австрии и других странах. На конгрессе выявились противоречия между большинством, поддерживавшим Пабло, и меньшинством. В итоге, несколько делегатов покинули конгресс, а потом и вышли из Интернационала. В их числе были лидеры британской секции Джон Лоуренс, Джордж Кларк, Мишель Местр (лидер французской секции) и Мюррей Доусон (лидер канадской группы).
В октябре 1957 года МСЧИ провел пятый мировой конгресс. Мандель и Пьер Франк дали анализ Алжирской революции, и предположили, что в отношении колоний и неоколоний необходимо переориентироваться на поддержку возникающих там революционных партизанских движений в противоположность решению, принятому на втором конгрессе Четвёртого интернационала в 1948 году — «строительство революционных массовых партий, необходимых для победы эксплуатируемых колониальных масс»
Шестой мировой конгресс 1961 года был отмечен уменьшением политических расхождений между сторонниками Международного секретариата и руководством Социалистической рабочей партии в США. В частности, конгресс отметил общую поддержку Кубинской революции, и а также явный рост партий в империалистических странах. Шестой конгресс подверг критике Партию общественного равенства, секцию Четвёртого интернационала на Шри-Ланке, за поддержку Партии свободы Шри-Ланки (ПСШЛ), которую они считали буржуазно-националистической. Критика со стороны СРП была такой же. Однако сторонники Мишеля Пабло и Хуана Посадаса были противниками всякого объединения. Сторонники Посадаса покинули Интернационал в 1962 году.
В 1962 году МКЧИ и МСЧИ сформировали Комиссию по организации объединительного конгресса. На конгрессе, проведённом в 1963 году, произошёл раскол в МКЧИ, но значительная часть отколовшихся сконцентировалась вокруг Социалистической рабочей партии (США), которая призывала к воссоединению с МСЧИ. Это был значительный результат их взаимной поддержки Кубинской революции, основанный на резолюции Эрнеста Манделя и Джозефа Хансена «Динамика мировой революции сегодня» («Dynamics of World Revolution Today»). Документ указывал на различия между революционными задачами в империалистических странах, «рабочих государствах» и колониальных и полуколониальных странах. В 1963 году Воссоединённый Четвёртый интернационал избрал Объединённый секретариат Четвёртого интернационала (ОСЧИ), именем которого до сих пор часто называют всю организацию. Однако часть комитета не воссоединилась и существует до сих пор в качестве Международного комитета Четвертого интернационала.

## Четвёртый интернационал после 1963 года
В настоящее время троцкистское движение представлено в мире несколькими политическими интернационалами. Наиболее влиятельными из них являются:
- Воссоединенный Четвертый интернационал — имеет наиболее крупные секции во Франции (действует в Новой антикапиталистической партии), Швеции (Социалистическая партия), Италии (Ассоциация «Критическая левая»), Дании (действуют в Красно-зелёной коалиции), Португалии (действуют в Левом блоке), Шри-Ланке (Новая партия общественного равенства), Филиппинах (Революционная рабочая партия Минданао) и Бразилии (действует в партии «Социализм и свобода»). Является одним из инициаторов объединения «Европейские антикапиталистические левые». Лидерами Четвёртого интернационала являются Ален Кривин, Оливье Безансно, Эрик Туссен, Алан Торнетт, Франсишку Лоуса и другие. По итогам европейских выборов 2009 года депутатом Европарламента стал представитель датской секции интернационала Серен Сендергаард, баллотировавшийся от Народного движения против ЕС[44]. В России в интернационал входит одна из фракций РСД.
- Международная социалистическая тенденция (МСТ) — международное объединение, придерживающееся взглядов Тони Клиффа на природу Советского Союза. Имеет наиболее крупные секции в Великобритании (Социалистическая рабочая партия), Греции (Социалистическая рабочая партия) и Ирландии (Социалистическая рабочая партия). Ведущими теоретиками и лидерами интернационала в настоящее время являются Алекс Каллиникос, Крис Харман и другие. МСТ является одним из инициаторов объединения «Европейские антикапиталистические левые». В России представлены Российской секцией Международной социалистической тенденции.
- Интернациональная социалистческая альтернатива (ISA) (бывш. Комитет за рабочий интернационал (КРИ)) — имеет наиболее крупные секции в Великобритании (Социалистическая партия), Ирландии (Социалистическая партия) и Германии (организация «Социалистическая альтернатива»). Долгие годы ведущим теоретиков КРИ являлся Тед Грант (до исключения в 1991 году). Одним из ведущих лидеров КРИ в настоящее является Питер Тааф. По итогам европейских выборов 2009 года, в Европарламент прошёл лидер ирландской Соцпартии Джо Хиггинс[45]. КРИ является участником объединения «Европейские антикапиталистические левые». В России представлены организацией Социалистическая альтернатива.
- Международная марксистская тенденция (ММТ) — имеет крупную секцию в Пакистане (действует в Пакистанской народной партии). Во всех странах, где действуют секции ММТ, они придерживаются тактики энтризма в массовые левые и прогрессивные партии. Ведущим теоретиком интернационала являлся Тед Грант. В настоящее время лидером ММТ является Алан Вудс. В России действует Российская секция ММТ.
- Международный комитет Четвертого интернационала — претендует на отстаивание взглядов «ортодоксального троцкизма». С середины 1990-х годов все секции, крупнейшие из которых располагаются в США и Германии, имеют название «Партия общественного равенства». У его «Мирового социалистического веб-сайта», имеющего широкую аудиторию, существуют версии более чем на 20 языках, включая русский.[46] Публикует большое количество книг, памфлетов и другой литературы на сайте «Mehring books». Ведущим теоретиком является Дэвид Норт, написавший труды «В защиту Льва Троцкого»[47] и «Наследие, которое мы защищаем. Введение в историю Четвёртого Интернационала».[48]. Интернационал не имеет аффилированных организаций в России.

### Материалы по истории Четвёртого интернационала
- Дж. П. Кэннон. История американского троцкизма (1944).
- П. Франк. Основание Четвёртого интернационала (недоступная ссылка) (параграф из 5-й главы книги «Долгий марш троцкистов»)
- М. Васильев. Мировое троцкистское движение 30-х годов по материалам коминтерновских источников (недоступная ссылка) (2006).
- Ж. ван Хейеноорт. Истоки Четвёртого интернационала (1944)  (англ.)
- Марксистский интернет-архив  (англ.).
- Энциклопедия троцкизма  (англ.).
- Документы Четвёртого интернационала  (англ.).

### Сайты интернационалов, ведущих свою преемственность от Четвёртого интернационала
- «International Viewpoint» — орган воссоединенного Четвёртого интернационала  (англ.)
- Сайт Комитета за Рабочий интернационал  (англ.)
- Сайт Международной социалистической тенденции  (англ.)
- Сайт Международной лиги трудящихся — Четвёртого интернационала  (рус.)
- Сайт Международной марксистской тенденции  (англ.)
- Мировой социалистический веб-сайт — орган Международного комитета Четвёртого интернационала  (рус.)